# پایه (الکترونیک)

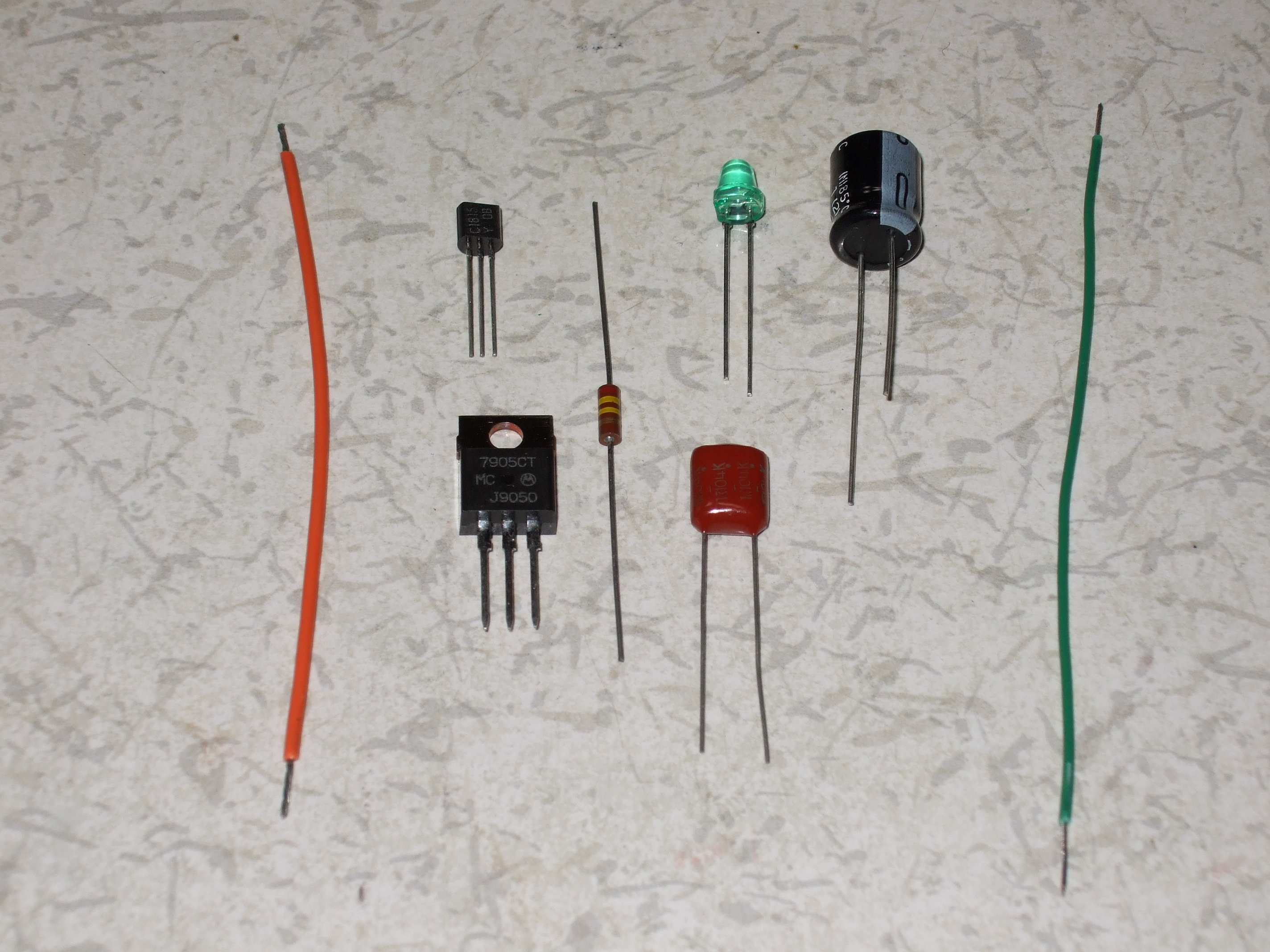
چند نوع سیم پایه یا لید. یک سیم لید یک سیم فلزی است که به قطب الکتریکی یک قطعه الکترونیکی متصل است. سیم پایه معمولاً یک سیم مسی پوشش دار است.

در الکترونیک، پایه یا لید (به انگلیسی: Lead) اتصالی شامل یک تکه سیم یا صفحه فلزی (فناوری نصب-سطحی) است که برای اتصال الکتریکی دو نقطه به‌صورت الکتریکی طراحی شده‌اند.
بسیاری از قطعات الکترونیکی از قبیل مقاومت‌ها و خازن‌ها، فقط دو پایه دارند در حالیکه بعضی تراشه‌ها ممکن است چندین یا چنددَه پایه داشته باشند.